# Sergej Filimonov
Sergej Jur'evič Filimonov (in russo Сергей Юрьевич Филимонов?; Uštobe, 2 febbraio 1975) è un ex sollevatore russo naturalizzato kazako che ha gareggiato nella categoria dei pesi medi (fino a 76/77 kg.) ed ha partecipato a tre edizioni dei Giochi Olimpici.

## Carriera
Nato in Kazakistan nella Regione di Almaty, cominciò a gareggiare in rappresentanza della Russia nelle competizioni internazionali di sollevamento pesi.
Nel 1996 vinse la medaglia d'argento con 350 kg. nel totale ai Campionati europei di Stavanger nei pesi medi (fino a 76 kg.), terminando dietro al polacco Waldemar Kosiński (350 kg. come Filimonov).
Qualche mese più tardi partecipò alle Olimpiadi di Atlanta 1996, classificandosi al 7º posto finale con 345 kg. nel totale.
Dal 1998 gareggiò per il Kazakistan, partecipando ai Giochi Asiatici di Bangkok 1998 nella stessa categoria dei pesi medi, il cui limite nel frattempo era stato elevato a 77 kg., ottenendo la medaglia di bronzo con 350 kg. nel totale, dietro al cinese Zhan Xugang (355 kg.) e all'iraniano Mohammad Hossein Barkhah (352,5 kg.).
Due anni dopo vinse la medaglia d'argento ai Campionati asiatici di Osaka con 362,5 kg. nel totale, ancora dietro a Zhan Xugang (365 kg.), e, alcuni mesi dopo, prese parte alle Olimpiadi di Sydney 2000, dove ottenne il 4º posto finale con 362,5 kg. nel totale.
Nel 2002 Filimonov vinse la medaglia d'oro ai Giochi Asiatici di Busan con 375 kg. nel totale, battendo Barkhah (362,5 kg.) e l'altro iraniano Mohammad Ali Falahatinejad (350 kg.).
Vinse un'altra medaglia d'oro ai Campionati asiatici di Almaty 2004 con 370 kg. nel totale, battendo i cinesi Li Hongli (360 kg.) e Zhan Xugang (350 kg.) e, nello stesso anno, partecipò alle Olimpiadi di Atene 2004, conquistando la medaglia d'argento con 372,5 kg. nel totale, alle spalle del turco Taner Sağır (375 kg.) e davanti all'altro turco Reyhan Arabacıoğlu (360 kg.), il quale ottenne la sua medaglia di bronzo alcuni anni dopo, a seguito della squalifica per doping del russo Oleg Perepečёnov, che concluse quella gara olimpica con 365 kg. nel totale.
Nel corso della sua carriera Filimonov realizzò due record mondiali nella prova di strappo.